# CPT Televisión
CPT Televisión (acrónimo de Compañía Productora de Televisión) fue una de las empresas de televisión que tuvo la televisión colombiana, siendo sucesora de Producciones Eduardo Lemaitre.

## Historia
Esta programadora nació a finales de 1988 conformada por Humberto Arbeláez Ramos, presidente-fundador de Promec Televisión que antes anunció la venta de la desaparecida programadora Producciones Eduardo Lemaitre a mediados del mismo año que fue autorizada por Inravisión ya que esta empresa no había participado antes en ninguna licitación y comenzó a operar esta programadora en marzo de 1989.

### Primer periodo
Los horarios con los que inició fueron los mismos que le adjudicaron a Producciones Eduardo Lemaitre en la licitación de 1987. Entre los programas que realizaba en ese tiempo estaban: Lotería (un concurso infantil con Jota Mario Valencia los lunes a las 16:30 por la Cadena Dos), Nosotros Colombia (programa periodístico con Amparo Peláez y Marcela Pulido los martes a las 22:00 por la Cadena Dos) y el magazín Telesemana con Jota Mario Valencia (después reemplazado por Hernán Orjuela) los viernes a las 18:00 por la Cadena Uno.
Desde 1989 hasta 1991 CPT Televisión presentaba los especiales de los días festivos al igual que su antecesor Producciones Eduardo Lemaitre emitiendo películas y especiales.
En la licitación de 1991 esta empresa no participó en la adjudicación al igual que Cromavisión, Gegar Televisión y Promec Televisión (ya que la primera se acabó en junio debido a las fuertes moras con Inravisión y la última se acabó en diciembre de ese mismo año debido a una sanción impuesta por Inravisión por no cumplir por el requisito de paz y salvo).
Después en 1992 se le adjudicó en la programación de los días festivos en el Canal A donde se emitían especiales y películas entre ellos La Bomba del Tiempo, Jesús de Nazaret, un especial musical de Michael Jackson y Música a tu Ritmo con Ricardo Bustos ya que la empresa fue liquidada a mediados de 1993.

### Segundo periodo
Su regreso fue en 1997 en la licitación de ese año y esta empresa fue adquirida por los periodistas Fernando Barrero Cháves (anteriormente socio de TeVecine entre 1987 y 1997), Gustavo Castro Caycedo y Francisco Pereira.
Le fue adjudicado en el Canal A 10 horas de programación, entre ellos una franja los lunes a las 18:30 para emitir espacios como Gente Corrida y Oxígeno en cesión con DFL Televisión, la serie juvenil Conjunto Cerrado en cesión con RTI Televisión y Vespertina Canal A con un ciclo de largometrajes de RTI Televisión. También obtuvo espacios adicionales que dejó RCN Televisión después de su conversión a canal privado.
Para 2001, en medio de la crisis de las programadoras, CPT Televisión se acogió a la ley de bancarrota conocida como ley 550.
Esta programadora salió del aire a mediados del 2003, fue liquidada por concepto de moras y fue sancionada una vez por emitir el contenido inapropiado en un infocomercial.

## Logotipos
- 1989 - 1993: Salen juntas las letras C, P y T, cayendo en cámara lenta y de la parte derecha sale rebotando las franjas de tres colores, la línea roja cae a la letra C, la línea verde a la letra P y la línea azul a la letra T y abajo sale un banner donde dice COMPAÑÍA PRODUCTORA DE hasta pararse a la palabra TELEVISIÓN.

- 1998 - 2003: el mismo logo de 1989 pero esta vez es con fondo de colores rojo, verde y azul y las letras CPT, ahí aparecen una por una las líneas y las letras C, P y T aparecen del frente hasta caer en sus líneas correspondientes y abajo aparece la palabra TELEVISIÓN en letras separadas.